# Kanton Le Gosier-2
Kanton Le Gosier-2 (francouzsky Canton du Gosier-2) byl francouzský kanton v departementu Guadeloupe v regionu Guadeloupe. Tvořila ho část obce Le Gosier. Zrušen byl při reformě francouzských kantonů z roku 2014.